# AS Police (Benin)
El AS Police es un equipo de fútbol de Benín que milita en la Premier League de Benín, la liga de fútbol más importante del país.

## Historia
Fue fundado en el año 1997 en la ciudad de Cotonú y es el club que representa al cuerpo de policía del país en fútbol. Nunca han ganado el título de liga, aunque en la temporada 2013/14 consiguieron ganar por primera ocasión la Copa de Benín tras vencer en la final al Ayéma FC en penales. Posteriormente ganaron la supercopa al vencer al campeón de liga Buffles du Borgou FC 2-0.
A nivel internacional han participado en un torneo continental, en la Copa Confederación de la CAF 2015, en donde fueron eliminados en la ronda preliminar por el Accra Hearts of Oak SC de Ghana.

## Palmarés
- Copa de Benín: 1

2013/14
- Supercopa de Benín: 1

2014

## Participación en competiciones de la CAF
| Temporada | Torneo                       | Ronda      | Club                   | Casa | Visita | Global |
| --------- | ---------------------------- | ---------- | ---------------------- | ---- | ------ | ------ |
| 2015      | Copa Confederación de la CAF | Preliminar | Accra Hearts of Oak SC | 0-0  | 0-1    | 0-1    |